# Indiaporã (ort)
Indiaporã är en ort i Brasilien.   Den ligger i kommunen Indiaporã och delstaten São Paulo, i den södra delen av landet, 500 km sydväst om huvudstaden Brasília. Indiaporã ligger 450 meter över havet och antalet invånare är 3 903.
Terrängen runt Indiaporã är platt. Närmaste större samhälle är Ouroeste, 8,9 km väster om Indiaporã.
Omgivningarna runt Indiaporã är en mosaik av jordbruksmark och naturlig växtlighet. Runt Indiaporã är det glesbefolkat, med 11 invånare per kvadratkilometer.